# أبو بكر أحمد بن إبراهيم الماذرائي
أبو بكر أحمد بن إبراهيم الماذرائي (توفي عام 884)، الملقب بالأطرش، كان مؤسس عائلة الماذرائيين من البيروقراطيين الماليين.
وكما يظهر من نسبته، فإن العائلة تنحدر من قرية ماذراء بالقرب من واسط في جنوب العراق. تلقى أحمد تعليمه في تقاليد البيروقراطية العباسية في سامراء، ثم انتقل هو وأبناؤه إلى مصر، حيث عينه أحمد بن طولون، الحاكم المستقل لمصر (ولاحقًا إلى الشام أيضًا) في عام 879 مديرًا للمالية (عاملًا). وظل أحمد في منصبه حتى وفاته عام 884م، وعيّن ولديه علي والحسين ممثلين له في مصر والشام على التوالي. وقد أرسى هذا الأساس للاحتكار الافتراضي للشؤون المالية في مصر والشام من أحفاده في عهد الطولونيين، والحكومة العباسية المستعادة، وسلالة الإخشيدية المستقلة اللاحقة حتى عام 946 م.